# Culex bequaerti
Culex bequaerti är en tvåvingeart som beskrevs av Dyar och Shannon 1925. Culex bequaerti ingår i släktet Culex och familjen stickmyggor. Inga underarter finns listade i Catalogue of Life.